# Синезатылочная паротия
Синезатылочная паротия (лат. Parotia lawesii) — вид воробьинообразных птиц из семейства райских птиц (Paradisaeidae). Международный союз орнитологов не выделяет подвидов.
Ареал — горные леса восточной и юго-восточной части Папуа-Новой Гвинеи.
Внешний вид самцов резко отличается от самок. На голове у самца шесть больших декоративных перьев, по три в каждую сторону от небольшого серебристого гребня, большой хвост, радужное ожерелье на грудке. Самка коричневого цвета, голова — тёмно-коричневая, грудка с тёмно- и светло-коричневыми полосками. Длина тела вида — в среднем 27 см. Самцы во время брачных игр исполняют танцы по кругу. Откладывается в основном одно яйцо, реже — два, размером до 3,5*2,5 сантиметра. Самцы полигамны и участия в высиживании и выращивании потомства не принимают. Питаются синезатылочные паротии фруктами, семенами и насекомыми.
Образ жизни, как и всех паротий, изучен плохо. Редко синезатылочную паротию и восточную паротию разделяют как подвиды, объединяя в один вид. Для европейцев открыл и описал вид Карл Гунштайн в 1884 году, исследуя горные леса около Порт-Морсби. В 1885 году вид был систематизирован и назван в честь одного из первых миссионеров Новой Гвинеи Уильяма-Джорджа Лауэса.
Вид, несмотря на небольшой ареал, обитает в труднодоступных местах, распространён и не находится под угрозой (статус LC).